# Demian
Demian é um romance de formação escrito por Hermann Hesse, ganhador do Nobel de Literatura de 1946. Considerada por muitos críticos a principal obra de Hesse, Demian mostra a influência que este sofreu dos escritos de Nietzsche e a aplicação de seus conhecimentos de psicanálise na elaboração do drama ético e da enorme confusão mental de um jovem que toma consciência da fragilidade da moral, da família e do Estado. Demian foi publicado pela primeira vez sob o pseudónimo "Emil Sinclair", o nome do narrador da história, porém mais tarde Hesse revelou ser o autor.

## Enredo
O livro conta a história de um jovem - Emil Sinclair, protagonista e narrador - criado por pais muito piedosos que, de repente, se vê em um mundo bem diferente daquele pregado por seus pais e avós. Atormentado pela falta de respostas às perguntas que faz sobre a sua existência, passa a procurar na introspecção suas respostas. Dividido entre o mundo ideal e o real, com suas interpretações (mundo claro e paternal, associado às ideias de seus pais e à residência destes, e o mundo sombrio e frio, externo à residência dos pais e com valores estranhos a estes), Sinclair experimenta ambos, através do confronto com suas próprias concepções, para tentar encontrar sua verdadeira personalidade. Percorrendo este caminho perigoso, influenciado por Max Demian, um colega de classe precoce e envolvente, Sinclair prova do crime, da amizade e das incertezas - surpresas que engendram as descobertas de sua vida adolescente. Sinclair, então, rebela-se contra as convenções sociais e descobre não apenas o doce sabor da independência mas também seu poder de praticar o bem ou o mal. Demian revela a Sinclair que existem filhos de Caim, pessoas que possuem a capacidade de exercer o bem e o mal; também apresenta a entidade Abraxas, divindade de características humanas - também capaz de exercer o bem e o mal. A obra tem muitas referencias bíblicas, como o Sinal de Caim e o Gólgota, tornando difícil a leitura a quem não sabe muito sobre a religião cristã, mas também trata de misticismo e autoconhecimento, da busca da essência do Eu. A obra narra principalmente os conflitos internos que um indivíduo passa desde a infância, através da adolescência, até sua idade adulta. É possível afirmar que Demian é um romance iniciático, descrevendo os contactos de um indivíduo com aspectos existenciais e de sua personalidade.

## Legado
A música "Yendo a la casa de Damián", da banda de rock uruguaia El Cuarteto de Nos, cita diretamente o livro de Hesse.